# Dicranomyia anteapicalis
Dicranomyia anteapicalis là một loài ruồi trong họ Limoniidae. Chúng phân bố ở miền Tân bắc.